# Publicano
Publicano (en latín, publicanus, pl. publicani), en Roma, era nominado genéricamente así quien obtenía, mediante locatio (arrendamiento), alguna delegación jurisdiccional del Estado para efectuar la recaudación de tributos del tipo vectigalia (es decir, los ingresos regulares). Esta práctica de gestión del Aerarium incluía los ámbitos del ager publicus, la administración provincial, afectaba al comercio y por ende a toda la economía en la Antigua Roma. Esta concesión representaba un cargo de alto prestigio y responsabilidad. Podían requerir y comisionar auxiliares entre los naturales de la región, dando lugar a una segunda clase de publicanos, que, aunque no eran los titulares del contrato público, formaban parte del concepto amplio. 
Otra actividad complementaria de los publicanos era constituir «compañías comerciales» que operaban en las provincias, con «accionistas» romanos y presididas por un Princeps publicanorum del ordo equester; las «sedes» estaban en Roma y existía cierto grado de monopolio y opacidad.

Curius Princeps Equestris Ordinis fortissimus et maximus Publicanus. Oratio pro posthumo. Cicerón.

## Etimologías
Publicano deriva de la voz «público». Entre los romanos era el arrendador o cobrador de los derechos públicos: Publicani dienntur qui publica vectigalia habent conducta. Tributo, «reparto por tribus», del úmbrico trifus «tribu». También se daba el mismo nombre de publicanos a los que tenían fundos públicos mediante una renta o tributo. En la Antigua Grecia llamaban telones a los publicanos. Publicano fue Tito Flavio Sabino, padre de Vespasiano, quien tuvo una estatua con el texto en griego: KALOS TELONESANTI.

## Tributos en Roma
Primeramente se estableció el tributim in capita que se pagaba por cada uno en particular (capitación). Los tributos eran unos impuestos directos a los hombres libres, por razón de su habitación o de su arte, y otros por los fundos. Las dos rentas ordinarias del estado eran , los cánones o «ley fija», y el «repartimiento» o indiction que señalaba el senado. La oblación u «ofrenda» era voluntario. Los extraordinarios se imponían cuando había urgente necesidad o razón singular y por esto solían llamarse superindicta o ultra. Después el derecho romano hacia diferencia entre tributos y vectigalia, que eran legislados por cualquier otro título.

### Moneda
La primera fue la unidad de ganado, llamada pecua o pecunia. Hasta los dos primeros siglos no se conocía moneda en la antigua roma. No se acuñaron piezas de cobre hasta el reinado de Servio Tulio, y no se empleó la plata para el mismo uso hasta cinco años antes de la primera guerra púnica. Finalmente, el oro amonedado tuvo curso en época de Escipión el Africano.

## Conceptos publicanos
Tres términos son usados comúnmente en las fuentes romanas que tratan sobre la pública contratación: manceps, redemptor y publicanus. El término redemptor  se relaciona con el ámbito de las adjudicaciones de obras públicas, donde se perfila como contratista o intermediario que adelanta la ejecución de la contrata para recibir a continuación el pago. Debe distinguirse esta figura de la del publicano, que es quien, de entre los ingresos ordinarios del erario romano (vectigalia pública populi romani), tomaba en arriendo los que consistían en impuestos, fuera sobre algunos aprovechamientos de tierras públicas, como el pastoreo, los cultivos o la minería, o sobre actividades de los particulares, como el comercio.

### Vectigalia o los vectigales
Otro autor insiste en diferenciar a los redemptores vectigalium o publican de los contratistas de obras públicas y suministros como otra clase de redemptores. Por lo demás, el término publicanus adquirió una mayor especificación, pues sirvió para denominar a los adjudicatarios del cobro de vectigalia consistentes en impuestos (que solían actuar en compañías llamadas societates publicanorum), de modo que los adjudicatarios del cobro de los demás vectigalia aparecen únicamente como redemptores vectigalium:

#### Término genérico manceps
El término manceps, que es el más antiguo, se comenzó a usar para designar al poder adquirido por un adjudicatario de las especies del botín de guerra subastado públicamente y, por metátesis, al adjudicatario mismo; pero terminó por ser generalizado para denominar a cualquier adjudicatario en una subasta pública, aunque lo subastado no fuera el botín. Es, por ende, un término genérico. La palabra redemptor se aplica al contratista de una obra, un suministro o un servicio público, que los ejecuta con recursos propios por cuenta del dueño de la obra, o sea, el populus (aunque también podía contratar con particulares en las mismas condiciones), y que gana su contrato en licitación pública. En este último sentido, es un manceps.

#### El ager publicus
Existe una clase especial de redemptores, que se denominan redemptores vectigalium o publicani. El término vectigalia (populi Romani) se usaba para designar genéricamente a los ingresos periódicos o rentas públicos, consistentes, por ejemplo, en los cánones que deben pagar los arrendatarios del ager publicus o quienes explotan las minas o las pesquerías, y en los impuestos de aduana, sobre manumisiones, ventas públicas o herencias.

#### La república
Durante la república, la percepción de estas rentas, como se sabe, no era tarea directa de una inexistente administración financiera, sino de unos intermediarios privados, precisamente estos redemptores vectigalium o publicani, que accedían al contrato en licitación por una cantidad alzada ofrecida pagar al aerarium, de modo que su ganancia era la diferencia entre lo ofrecido pagar al aerarium y lo efectivamente percibido. Así, mientras más alta fuera la percepción por sobre lo ofrecido, mayor era la ganancia, de donde el esfuerzo de los publican por ello, parece causa que los conducía a cometer abusos contra los obligados al pago. Ello les creó la mala fama popular que se refleja en el Evangelio, en donde los publicanos aparecen en la misma fila que los pecadores y las meretrices.

#### Época imperial
En la época imperial, publicanus recibió una ampliación de sentido, hasta cubrir a quienes contratan el cobro de rentas no ya del aerarium sino del fiscus, a los funcionarios (no ya particulares) que cobran el tributum y a los arrendatarios de los vectigalia municipales (no sólo públicos), ampliación impulsa por la extensión a estos personajes de las antiguas acciones pretorias destinadas a la represión de los abusos cometidos por los antiguos publicanos.

Por ello, según la citada tesis, publicanus en las fuentes postclásicas es un término que debe recibir interpretaciones distintas de las que recibe cuando se presenta en fuentes anteriores.

## Historia
Cada quinquenio, los censores sacaban a subasta la recaudación de rentas de la República romana, estando excluidos los senadores, y se adjudicaba comúnmente a los caballeros (équites). Estos arrendaban los tributos del pueblo romano por cierta suma que se obligaban a pagar, formando entre sí una compañía, unos iban a las Provincias y otros se quedaban en Roma, donde siempre estaba el maestro de la compañía.
Los publicanos o sus asociaciones tenían el monopolio del dinero y del poder económico: la renta del suelo de Italia y del mejor suelo de las provincias; la renta de los préstamos; las ganancias comerciales en todo el territorio romano; y (cuando lo tenían arrendado) la parte correspondiente de las rentas del tesoro público. Algunos publicanos alcanzaron capitales inmensos (de hasta cien millones de sestercios, cuando una fortuna senatorial media era de unos tres millones de sestercios, y la de un caballero medio de dos millones de sestercios). Los mercaderes italianos se contaban por miles en todas las provincias, pero, como excepción, en las de Hispania Citerior y Ulterior eran poco numerosos.
El Estado les confió, mediante contrato, todo el sistema de ingresos, suministros, pagos y contribuciones. Los particulares acudían  a los publicanos o a sus asociaciones para sus construcciones, recolección de sus cosechas, liquidaciones de herencias, quiebras, etc. El empresario tomaba todo el activo y asumía todo o parte del pasivo.
Con el tiempo, todos los arrendamientos del Estado (minas, recaudaciones, transportes, etc.) quedaron en manos exclusivas de las sociedades de publicanos. Estas sociedades formaron distintas alianzas para cada ramo de actividad y tendieron a ejercer el monopolio del producto y a fijar su precio.
Las sociedades también se hicieron mayoritarias en el ámbito privado. Y las gentes ricas invertían sus capitales en estas sociedades.
Hacia el siglo I de nuestra era, los publicanos comenzaron a ser corregidos, y para el final del siglo II los publicanos como grupo habían desaparecido.

## Historia en el cristianismo

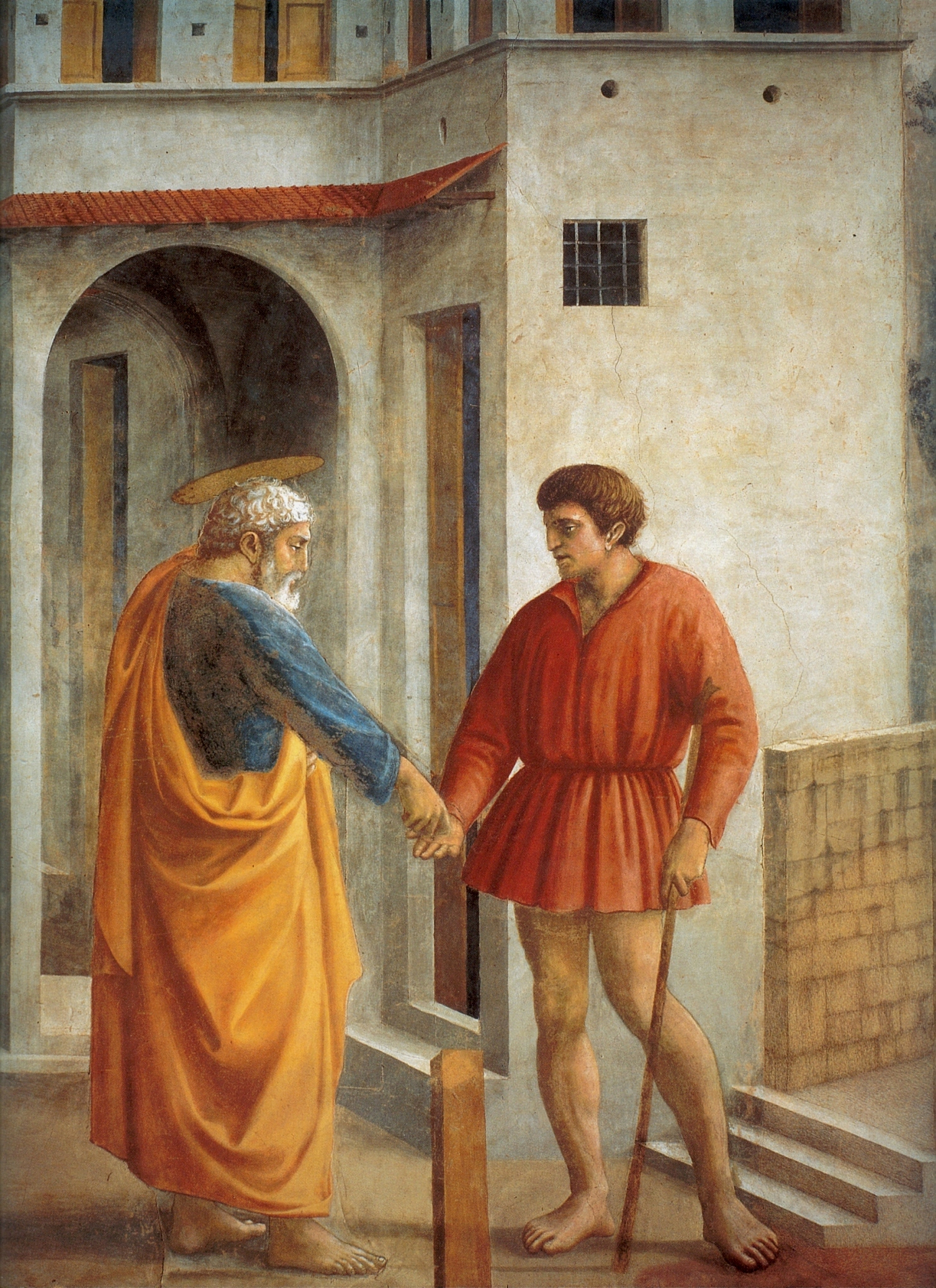
Detalle de un fresco de Masaccio, El tributo, que retrata a un recaudador de impuestos.

Reducida Judea a provincia de Roma, Augusto hizo un censo para establecer los tributos al modo romano, lo que dio motivo a que Judas el Galileo formase una secta llamada de los «Galileos o Herodianos» que propugnaba como cosa ilícita el pagar los tributos a Roma. 

Enviados por los escribas plantearon a Jesús el dilema de pagar al Gobierno los tributos, quien luego de hacerles ver un denario y en vista de la imagen grabada en la moneda dio la célebre respuesta: al César lo que es del César, y a Dios lo que es de  Dios(...).[(Mateo 22:21]

Los de «segunda clase» y como recaudadores de impuestos que abusaban de su poder, eran odiados, ya que cobraban más de lo que la ley les exigía, y al estar amparados por ella, las personas no tenían defensa. Por otra parte, eran odiados por los judíos, puesto que cobraban de más a su propio pueblo en beneficio de los invasores (Mateo, 5:46).
Del evangelio consta que en tiempo de Jesús había muchos publicanos en Judea, siendo Zaqueo el principal, Mateo uno de los comisionados, en cuya casa se reunían varios (Mateo 9:9-12). También aparecen en el Nuevo Testamento y en la parábola del fariseo y el publicano. En los textos del Nuevo Testamento, los publicanos, además de pertenecer a un grupo social bien definido, poseen una identidad simbólica: «representan a los seres humanos separados de Dios, ligados a los bienes materiales sin temor a preterir a sus semejantes. Como sus vecinos, los "pecadores", forman el reservorio de futuros conversos, el potencial con el que espera alegrarse el cielo».